# Ziemniaczka
Ziemniaczka, tladianta (Thladiantha) – rodzaj roślin z rodziny dyniowatych. Obejmuje 22 gatunków występujących w południowo-wschodniej i wschodniej Azji, najbardziej zróżnicowanych w Chinach (19 gatunków z tego rodzaju to endemity Chin). Zasiedlają lasy i zarośla. Pochodząca z północnych Chin i Korei ziemniaczka sercowata (Thladiantha dubia) jest mrozoodporna i rośnie zdziczała w różnych obszarach Europy. Jest także zadomowiona w Polsce (ma status kenofita).

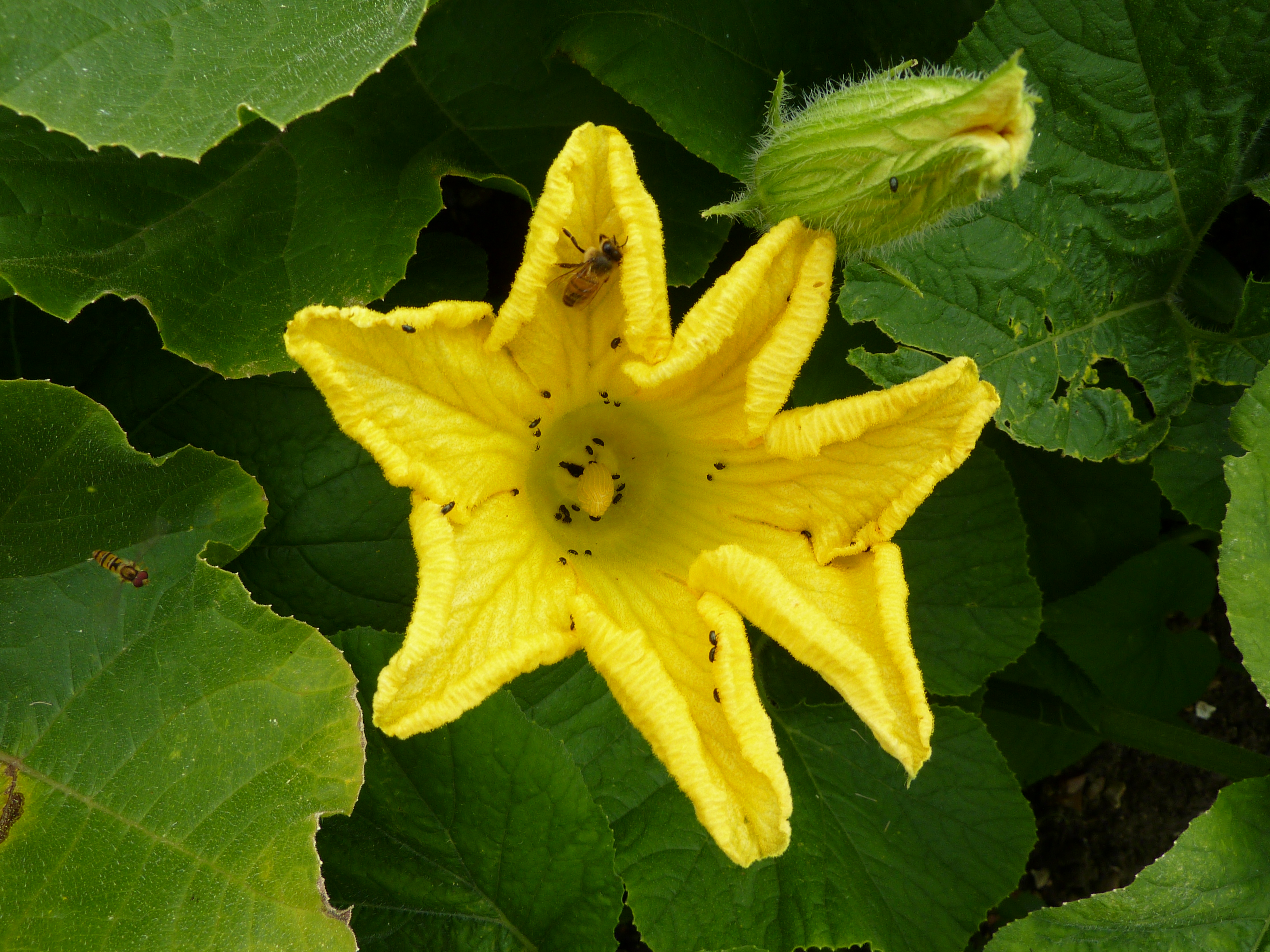
Kwiat Thladiantha villosula

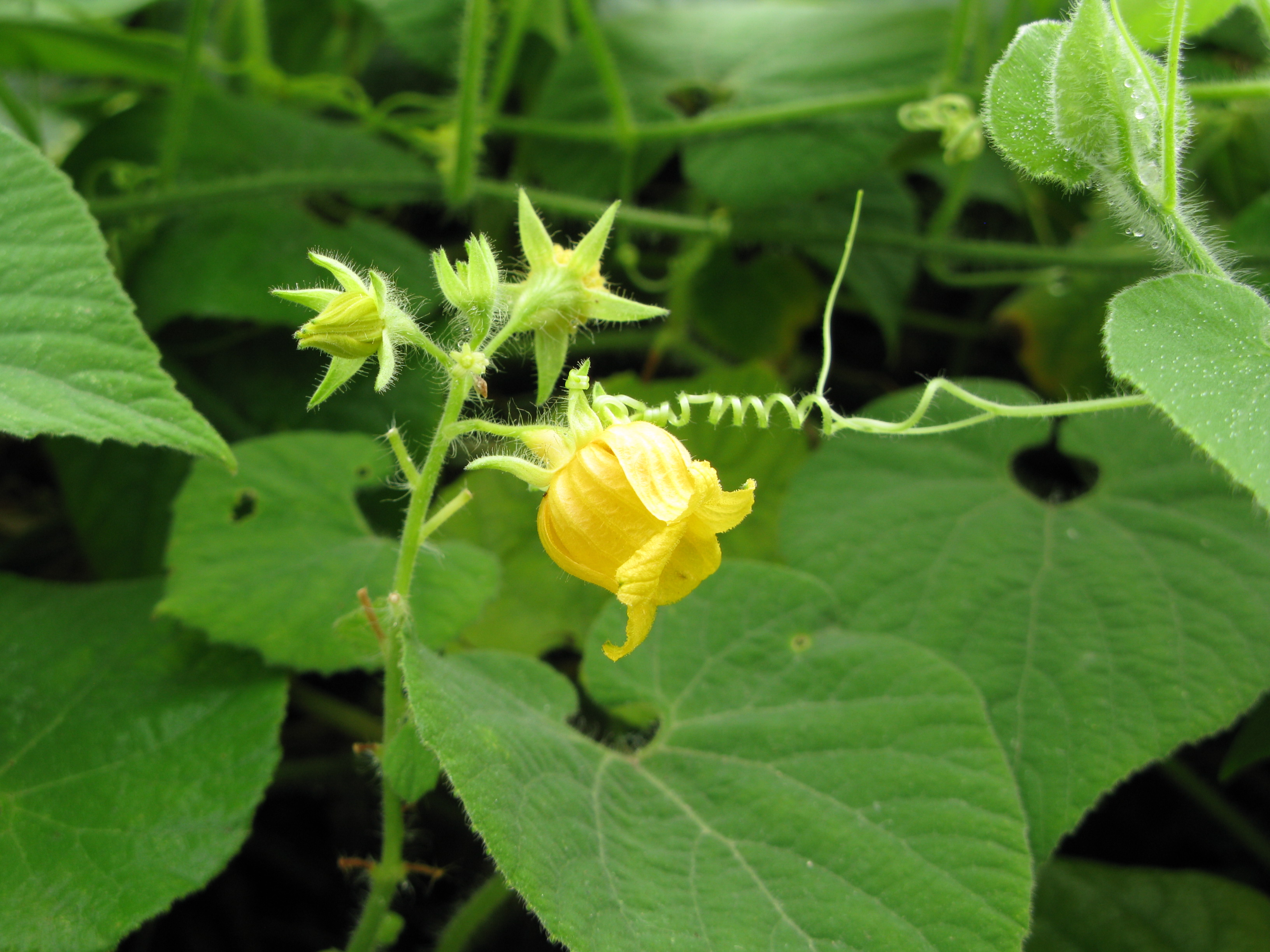
Kwiaty Thladiantha nudiflora

## Morfologia
PokrójByliny pnące za pomocą niepodzielonych lub rozwidlonych wąsów czepnych. Osiągają do 5 m długości. Łodyga zielna, gładka. Korzenie zwykle bulwiaste.
LiścieSercowate, jajowate, czasem wyraźnie ząbkowane, miękko owłosione i u niektórych gatunków srebrzysto plamiaste.
KwiatyRozdzielnopłciowe, przy czym rośliny są zwykle dwupienne. Kwiaty żeńskie rozwijają się pojedynczo, a męskie w skupieniach. Działki kielicha w liczbie 5 są wąskie i u nasady nieco zrosłe, kielich kubeczkowaty lub dzwonkowaty. Żółte płatki dzwonkowatej korony są zrośnięte w 5-ząbkową koronę. Pręcików jest 5, ale w kwiatach żeńskich rozwijają się tylko jako prątniczki. U niektórych gatunków 4 pręciki zrośnięte są w pary i jeden pozostaje wolny. Nitki pręcików są krótkie, a pylnik podługowaty lub jajowaty jest prosto wzniesiony. Zalążnia wykształcona jest szczątkowo. W kwiatach żeńskich rozwija się za to płodny słupek z jajowatą lub podługowatą zalążnią, na szczycie trójdzielny z trzema nerkowatymi znamionami.
OwoceJajowato-podłużne, niewielkie, soczyste jagody na powierzchni płytko żłobione lub gładkie, zawierające liczne nasiona.

## Systematyka
Pozycja systematyczna według Angiosperm Phylogeny Website (aktualizowany system APG IV z 2016)
Rodzaj z rodziny dyniowatych z rzędu dyniowców, należących do kladu różowych w obrębie okrytonasiennych. W obrębie rodziny należy do plemienia Thladiantheae.
Wykaz gatunków
- Thladiantha angustisepala W.J.de Wilde & Duyfjes
- Thladiantha capitata Cogn.
- Thladiantha cordifolia (Blume) Cogn.
- Thladiantha davidi Franch.
- Thladiantha dentata Cogn.
- Thladiantha dimorphantha Hand.-Mazz.
- Thladiantha dubia Bunge – ziemniaczka sercowata, tladianta zwodna[8][4]
- Thladiantha grandisepala A.M.Lu & Zhi Y.Zhang
- Thladiantha henryi Hemsl.
- Thladiantha hookeri C.B.Clarke
- Thladiantha indochinensis Merr.
- Thladiantha lijiangensis A.M.Lu & Zhi Y.Zhang
- Thladiantha longifolia Cogn. ex Oliv.
- Thladiantha longisepala C.Y.Wu, A.M.Lu & Zhi Y.Zhang
- Thladiantha maculata Cogn. ex Oliv.
- Thladiantha medogensis A.M.Lu & J.Q.Li
- Thladiantha montana Cogn.
- Thladiantha nudiflora Hemsl.
- Thladiantha oliveri Cogn. ex Oliv.
- Thladiantha palmatipartita A.M.Lu & C.Jeffrey
- Thladiantha punctata Hayata
- Thladiantha pustulata (H.Lév.) C.Jeffrey ex A.M.Lu & Zhi Y.Zhang
- Thladiantha sessilifolia Hand.-Mazz.
- Thladiantha setispina A.M.Lu & Zhi Y.Zhang
- Thladiantha villosula Cogn.

## Zastosowanie i uprawa
W Europie uprawiana jest ziemniaczka sercowata. Gatunek ten rośnie w strefach mrozoodporności 6–9. Wymaga gleb próchnicznych i świeżych oraz dobrze nasłonecznionych stanowisk. Rośliny rozmnażane są z nasion, przez odkłady i sadzonki. Owoce, młode pędy i bulwiaste korzenie są jadalne na surowo i po obróbce.